# Гламурная фотография

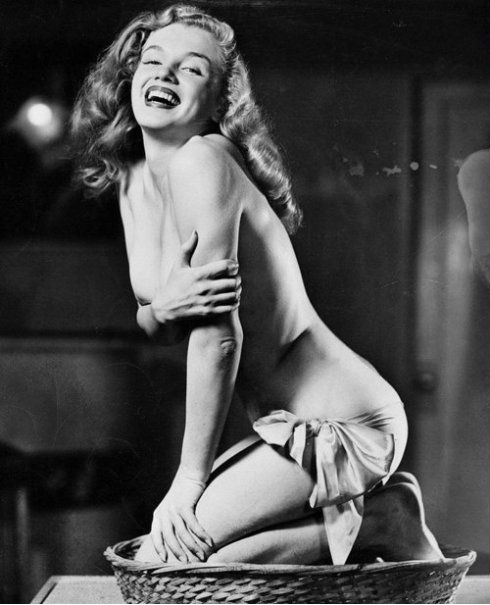
Мерилин Монро позирует для фотографа Эрла Морана в 1950-х годах.

Гламурная фотография — жанр фотографии, в котором объекты изображаются в эротических позах, варьирующихся от полностью одетых до обнаженных. Основное внимание уделяется красоте тела объекта съемки; таким образом, стандарты красоты часто являются ключевым фактором, определяющим тенденции гламурных моделей. Этот вид фотографии также известен как «чизкейк» или «пинап» для женщин и «бифкейки» для мужчин.
Поскольку гламурная фотография может включать обнаженную натуру, различие между ней и эротической порнографией во многом зависит от вкуса, хотя изображения сексуального контакта не рассматриваются в рамках этого жанра и являются важным отличием его от порнографии. Гламурная фотография, как правило, представляет собой композицию объекта в неподвижном положении. Объектами гламурной фотографии для профессионального использования часто являются профессиональные модели, и фотографии обычно предназначены для коммерческого использования, включая массовые календари, пинапы и мужские журналы, такие как «Maxim». но иногда используются и любительские сюжеты, а иногда фотографии предназначены только для частного и персонального использования. Фотографы используют комбинацию техник косметики, освещения и аэрографии для создания привлекательного изображения объекта съемки.

## История
До второй половины XX века гламурную фотографию обычно называли эротической фотографией. Ранняя эротическая фотография часто ассоциировалась с «французскими открытками», небольшими изображениями размером с открытку, которые продавались уличными торговцами во Франции. В начале 1900-х годов пинап стал популярным и изображал скудно одетых женщин, часто в игривой позе, которые, по-видимому, удивляют или поражают зрителя. У объекта съемки обычно было выражение восторга, которое, казалось, приглашало зрителя подойти и поиграть. Во время второй мировой войны снимки скудно одетых кинозвезд были чрезвычайно популярны среди американских военнослужащих. Бетти Грейбл была одной из самых известных моделей в стиле пин-ап всех времен; её снимок в купальнике был чрезвычайно популярен среди солдат Второй мировой войны.
В декабре 1953 года Мэрилин Монро появилась в первом номере журнала Playboy. Бетти Пейдж была подругой по играм Playboy месяца в январе 1955 года. Playboy был первым журналом, в котором были представлены эротические фотографии обнаженной натуры, привлекшим всеобщее внимание. Penthouse стал вторым подобным журналом, добившимся этого.
Среди популярных в начале 1990-х гламурных моделей были Хоуп Талмонс и Дита Фон Тиз, а современная эпоха представлена в США такими моделями, как Хайди Ван Хорн и Берни Декстер, в то время как ведущими представителями жанра в Великобритании являются Кэти Прайс и Люси Пиндер.

## Журналы и кинозвезды
Стандарты и стили гламурной фотографии меняются со временем, отражая, например, изменения в общественном восприятии и вкусах. В начале 1920-х годов американские фотографы, такие как Рут Харриет Луиза и Джордж Харрелл, фотографировали знаменитостей, чтобы подчеркнуть их фигуру, используя световые приемы для создания драматических эффектов.
До 1950-х годов гламурная фотография в рекламе и в мужских журналах была весьма спорной или даже незаконной. В некоторых странах, если это не было запрещено законом, такие журналы не могли быть выставлены на всеобщее обозрение, и некоторые из них должны были быть в пластиковой обложке. Журналы с гламурными фотографиями иногда продавались как «художественные журналы» или «журналы о здоровье».

## Популярная портретная живопись
С 1990-х и особенно в 2010-х годах популярность гламурной фотографии среди публики возросла. В более официальной обстановке открылись студии glamour portrait, предлагающие профессиональных парикмахеров и визажистов, а также профессиональную ретушь, чтобы широкая публика могла получить «модельный» опыт. Иногда они включают будуарные портреты, но чаще используются профессионалами и старшеклассниками, которые хотят выглядеть на своих портретах наилучшим образом.
Поскольку фотография получила широкое распространение благодаря использованию смартфонов, гламурная фотография стала популярным видом контента, размещаемого в социальных сетях, особенно в Instagram. Instagram-модели и инфлюэнсеры, публикующие контент в стиле гламурных фотографий, привлекли пристальное внимание широкой общественности, и их обвиняют в том, что они способствуют росту уровня депрессии и тревоги на Западе.